# 522
Раннє Середньовіччя. У Східній Римській імперії триває правління Юстина I. Наймогутнішими державами в Європі є Остготське королівство на Апеннінському півострові, де править Теодоріх Великий, та Франкське королівство, розділене на 4 частини між синами Хлодвіга. У Західній Галлії встановилося Бургундське королівство.
Іберію та частину Галлії займає Вестготське королівство, Північну Африку — Африканське королівство вандалів та аланів, у Тисо-Дунайській низовині лежить Королівство гепідів. В Англії розпочався період гептархії.
У Китаї період Північних та Південних династій. На півдні править династія Лян, на півночі — Північна Вей. В Індії правління імперії Гуптів. У Японії триває період Ямато. У Персії править династія Сассанідів.
На території лісостепової України в VI столітті виділяють пеньківську й празьку археологічні культури. VI століття стало початком швидкого розселення слов'ян. У Північному Причорномор'ї співіснують різні кочові племена, зокрема гуни, сармати, булгари, алани.

## Події
- Філософа Боеція заарештовано за звинуваченням у змові проти Теодоріха Великого.
- 20-річного Амаларіха проголошено королем вестготів. Вестготському королівству загрожують бургунди.
- Виникла напруженість на персо-візантійському кордоні у зв'язку з хрещенням правителя лазів і відходу Колхіди від Персії, але її вдалося залагодити дипломатичним шляхом.